# Alexander Johansson (calciatore 1995)
Eric Alexander Johansson (Falkenberg, 30 ottobre 1995) è un calciatore svedese, attaccante del Mjällby.

## Carriera
Johansson è cresciuto nelle giovanili dell'Arvidstorps e del Böljan. In seguito ha vestito le maglie di Vinbergs IF, nello Stafsinge IF e nell'Ullareds IK, nelle divisioni inferiori del campionato svedese.
In vista della stagione 2018, Johansson si è trasferito al Tvååkers IF, in Division 1. Il 7 aprile 2018 ha giocato la prima partita di campionato con questa maglia, schierato titolare nella vittoria per 2-1 sull'Utsiktens BK. Il 14 aprile è arrivata la prima rete, attraverso cui ha contribuito alla vittoria per 2-3 in casa dell'Oskarshamns AIK.
Nella stagione 2020 è stato ingaggiato dal Varberg. Ha debuttato in Allsvenskan il 21 giugno dello stesso anno, segnando anche una rete nel 2-2 in casa del Malmö FF.
Il 6 ottobre 2020, Johansson è passato ai norvegesi del Sandnes Ulf con la formula del prestito. Ha esordito in 1. divisjon in data 17 ottobre, schierato titolare nel pareggio casalingo per 1-1 contro l'Åsane.
Il 15 marzo 2021 si è trasferito al Brage, in Superettan, con la formula del prestito. L'11 aprile ha giocato la prima partita in squadra, venendo schierato titolare nel pareggio per 1-1 in casa dell'Akropolis. Il 31 maggio successivo ha trovato il primo gol, nel 2-2 sul campo del Västerås SK. A luglio 2021 ha fatto ritorno al Varberg per fine prestito.
Il 4 novembre 2021 ha prolungato il contratto che lo legava al club fino al 30 novembre 2022.
Nel gennaio 2023 ha firmato un contratto triennale sottoscritto a parametro zero con il Mjällby, altra squadra militante in Allsvenskan.

## Statistiche

### Presenze e reti nei club
Statistiche aggiornate al 21 novembre 2021.
| Stagione       | Club           | Campionato     | Campionato | Campionato | Coppe nazionali | Coppe nazionali | Coppe nazionali | Coppe continentali | Coppe continentali | Coppe continentali | Supercoppe | Supercoppe | Supercoppe | Totale | Totale |
| Stagione       | Club           | Comp           | Pres       | Reti       | Comp            | Pres            | Reti            | Comp               | Pres               | Reti               | Comp       | Pres       | Reti       | Pres   |        |
| -------------- | -------------- | -------------- | ---------- | ---------- | --------------- | --------------- | --------------- | ------------------ | ------------------ | ------------------ | ---------- | ---------- | ---------- | ------ | ------ |
| gen.-ott. 2020 | Varberg        | A              | 12         | 2          | CS              | 3               | 2               | -                  | -                  | -                  | -          | -          | -          | 15     | 4      |
| ott.-dic. 2020 | Sandnes Ulf    | 1D             | 8          | 0          | -               | -               | -               | -                  | -                  | -                  | -          | -          | -          | 8      | 0      |
| mar.-giu. 2021 | Brage          | S              | 11         | 2          | CS              | 0               | 0               | -                  | -                  | -                  | -          | -          | -          | 11     | 2      |
| lug.-dic. 2021 | Varberg        | A              | 12         | 2          | CS              | 1               | 1               | -                  | -                  | -                  | -          | -          | -          | 13     | 3      |
| Totale Varberg | Totale Varberg | Totale Varberg | 24         | 4          |                 | 4               | 3               |                    | -                  | -                  |            | -          | -          | 28     | 7      |
| Totale         | Totale         | Totale         | ?          | ?          |                 | ?               | ?               |                    | ?                  | ?                  |            | -          | -          | ?      | ?      |